# Die plattform

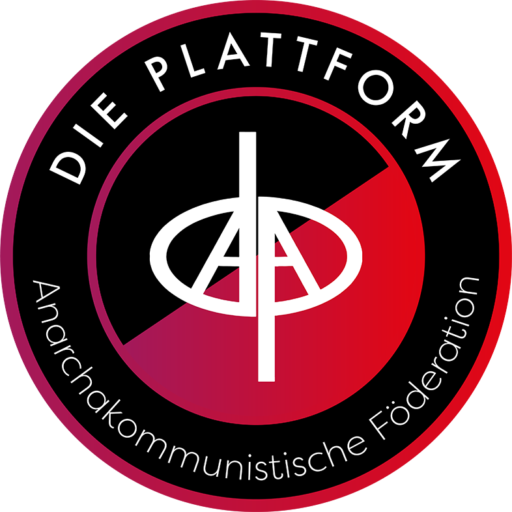
Logo von die plattform – anarchakommunistische Organisation

die plattform – anarchakommunistische Föderation ist eine im Januar 2019 gegründete deutsche anarchistische Organisation, die sich auf die Organisationsform des Plattformismus beruft.
Sie wird in mehreren Bundesländern vom Verfassungsschutz beobachtet.

## Ausrichtung
Ziel der plattform ist, nach Eigendarstellung, „die Überwindung aller Formen der Unterdrückung und Herrschaft und der Aufbau einer herrschafts-, klassen- und staatenlosen Gesellschaft auf Grundlage des Kommunistischen Anarchismus.“
Ideologische Grundlage ist der Kommunistische Anarchismus; zudem bedient sich die plattform der theoretischen Konzepte des Anarchafeminismus sowie des Öko-Anarchismus. die plattform orientiert sich dabei u. a. an Pjotr Alexejewitsch Kropotkin, Michail Alexandrowitsch Bakunin, Errico Malatesta, Nestor Machno und Erich Mühsam.
Organisatorisch bezieht sich die plattform auf das Prinzip des Plattformismus und bedient sich dabei des especifistischen Konzepts der „sozialen Einfügung“.
Durch das Prinzip der ideologischen und taktischen Einheit, Verbindlichkeit und Kollektivtätigkeit soll eine bessere Strukturierung der anarchistischen Organisation erreicht und dadurch die anarchistische Bewegung handlungs- und aktionsfähiger gemacht werden.
Anlass für die Gründung der plattform ist, nach eigenen Angaben, eine „allgemeine Strategielosigkeit, eine weitgehende öffentliche Unsichtbarkeit, sowie eine schlechte Außenwirkung“ der anarchistischen Bewegung im deutschsprachigen Raum.
die plattform ist der Überzeugung, dass „nur im Vorhandensein (fast) aller anarchistischen Strömungen, Ansätze und Taktiken die soziale Revolution erreichbar“ sein werde. Dies schließe „syndikalistische Taktiken und Ziele ebenso mit ein wie insurrektionalistische Widerstandshandlungen oder gelebte anarchistische Strukturen im Hier und Jetzt.“
Um der Bedeutung des feministischen Profils Ausdruck zu verschaffen, wurde die anfängliche Bezeichnung des Namenszusatzes von „anarchokommunistische“ in „anarchakommunistische“ Organisation geändert.

## Aktivitäten
die plattform setzt auf das Konzept des Organisationsdualismus, was bedeutet, dass sie einerseits innerhalb der anarchistischen Bewegung aktiv ist, sich aber auch in soziale Bewegungen außerhalb des anarchistischen und linksradikalen Spektrums einbringt.
Schwerpunkt der Arbeit ist laut eigenen Angaben der Nachbarschafts-, Mieten- und Betriebskampf, sowie die Beteiligung in der Klima-, Umwelt- und der feministischen Bewegung.
die plattform erhebt dabei nicht den Anspruch, Massenorganisation zu sein, sondern sieht diese Aufgabe in den sozialen Bewegungen; das Konzept einer politischen Avantgarde lehnt die plattform ab.
Auf lokaler Ebene ist die plattform mit Gruppen der Föderation deutschsprachiger Anarchist*innen sowie der Freien Arbeiter*innen-Union vernetzt.

## Struktur
Die plattform besteht aus mehreren Lokalgruppen sowie einer überregionalen Gruppe, welche miteinander vernetzt und föderal zusammengeschlossen sind. Weiterhin existiert ein aus Sympathisanten bestehender Unterstützungskreis.
Die Plattform ist mit anarchistischen Organisationen weltweit im anarkismo-Netzwerk vernetzt.

## Publikationen
Die plattform gibt die regelmäßig erscheinende Schriftenreihe Kollektive Einmischung heraus, in welcher neben eigenen Texten auch Übersetzungen anderer Organisationen veröffentlicht werden.
Weiterhin betreibt die plattform einen eigenen youtube-Kanal.

## Beobachtung durch den Verfassungsschutz
Von Verfassungsschutzbehörden wird die plattform als linksextremistisch eingestuft.
So wird die plattform u. a. in den Verfassungsschutzberichten der Länder Baden-Württemberg, Sachsen-Anhalt, Brandenburg, Bayern und Rheinland-Pfalz erwähnt.